# Van Halen II
Van Halen II er det amerikanske rockband Van Halens andet album. Det blev udgivet i 1979 gennem pladeselskabet Warner Bros.

## Spor
Alle sange af Edward Van Halen, Alex Van Halen, Michael Anthony og David Lee Roth bortset fra hvor andet er angivet
1. "You're No Good" (Clint Ballard, Jr.) – 3:16
2. "Dance The Night Away" – 3:06
3. "Somebody Get Me A Doctor" – 2:52
4. "Bottoms Up!" – 3:05
5. "Outta Love Again" – 2:51
6. "Light Up the Sky" – 3:13
7. "Spanish Fly" – 1:00
8. "D.O.A." – 4:09
9. "Women In Love..." – 4:08
10. "Beautiful Girls" – 3:56